# Disfunção de pregas vocais
A disfunção de pregas vocais (DPV) é uma adução paradoxal das pregas vocais realizada durante a inspiração. Produz sintomas como dispneia inspiratória, disfonia e rouquidão. Pode ser causada por inalação de substâncias irritantes ou alergênicas, refluxo gastroesofagiano, disfunções neurológicas, faríngeas ou psicossomáticas. Pode ser diagnosticada por videonasolaringospia e/ou espirometria associada ou não à prova de provocação nasal.